# Casa di piacere
Pour plus de détails, voir Fiche technique et Distribution.
Casa di piacere (littéralement, La Maison du Plaisir) est un film italien réalisé par Bruno Gaburro, sorti en 1989.
C'est une libre adaptation du roman Le Sopha (1742) de Claude-Prosper Jolyot de Crébillon. Le titre international du film est Dirty Love 2: The Love Games, et est la suite d’Amore sporco (Dirty Love) réalisé par Joe D'Amato en 1988.

## Synopsis
Une ancienne prostituée décide de changer de vie. Mais dans sa nouvelle maison, il semble y avoir un canapé rouge, semblable à celui qui se trouvait dans la maison close où elle a travaillé pendant des années. C'est l'occasion de fantasmer sur ses expériences passées.

## Fiche technique
- Titre français : Félicitie ou le canapé rouge (télévision) ou Maison du plaisir (télévision par câble)
- Titre italien : Casa di piacere
- Titre international : Dirty Love 2
- Réalisateur : Bruno Gaburro (sous le nom d'« Alex Damiano »)
- Scénario : Riccardo Ghione
- Musique : Paolo Rustichelli
- Format : Couleurs
- Pays :  Italie
- Genre : Romance
- Durée : 88 minutes (1 h 28)
- Date de sortie : 1989

## Distribution
- Valentine Demy : Eva
- Alessandro Freyberger : Camillo
- David D'Ingeo (it) : Sam
- Alessandro Scotti : Giacomo
- Maurice Poli : le vendeur d'antiquité
- Luciana Cirenei
- Elisa Mainardi
- Mary Maxwell
- Ludovico Della Jojo
- Alessandro Marino
- Antonello Dose
- Nieves Navarro